# Tekma za bajtico
Tekma za bajtico je slovenska ljudska pripoved, ki izhaja iz Koroškega.  Povedal jo je Ivan Jelen v Mežici, kasneje pa jo je zapisal Vinko Möderndorfer. Pripoved je prvič izšla v zbirki Babica pripoveduje leta 1980.

## Predstavitev in analiza pravljice
Pripoved govori o očetu, ki je imel tri sinove. Prišel je čas, ko se je mogel odločiti, kateremu od treh bo zapustil svojo bajtico. Da bi se lažje odločil, jim je postavil štiri naloge. Tisti, ki bi vse izpolnil bi dobil bajtico. S pomočjo mačke je to uspelo najmlajšemu sinu. Ker pa se je ta mačka na koncu spremenila v prelepo dekle, bajtice ni sprejel in raje šel živeti na mogočen dvor k svoji nevesti.

## Liki
V pripovedi nastopa pet likov in sicer: oče, trije sinovi in mačka.
Oče je opisan kot priden in varčen človek, hkrati pa zelo nepredvidljiv in neodločen. Kljub temu da živi skromno, od svojih sinov zahteva največ kar je možno. Čeprav dobi, kar želi, je še vedno neopredeljen, komu naj da bajtico.
Število sinov je pravljično, torej trije sinovi, med katerimi sta dva starejša in najmlajši sin. Najmlajši lik nastopa kot izobčenec, kot šibkejši člen, ki na koncu vendarle uspe. 
Mačka je v pripovedi poosebljena žival, bogata ustrežljiva in pripravljena pomagati. Na koncu se preobrazi v čudovito dekle.

## Interpretacija dela
Pripoved Tekma za bajtico je na prvi pogled zanimiva, nepereča morda tudi na neki način poučna pripoved. V globljem razumevanju omenjene pripovedi, pa se pojavijo številne nejasnosti. Že ob začetku pripovedi izvemo, da je imel oče tri sinove. Mati je v pripovedi zabrisana, prikrita, morda celo mrtva, saj so v starih časih matere ob rojevanju pogosto umirale. Manjkajoča mati ne zmoti samo odraslega bralca, ampak lahko pri branju zmoti tudi otroka. Otrok na tak način pogreši mater, odsotnost mame se mu lahko zdi povsem samoumevna, hkrati pa lahko izgubi eno izmed največjih vrednot, kot je družina.
Edini ženski lik v pripovedi je mačka.  Mačka, za katero bi lahko rekli, da nastopa kot prijateljica najmlajšega sina. Za njegovo skrb in ustrežljivost ga nagradi s tistim, kar potrebuje. Na koncu se z njegovo pomočjo preobrazi v prelepo dekle. Zanimivo pri tem je to, da smo bralci navajeni nekih grdih oz. gnusnih živali, ki se potem preobrazijo bodisi v lepo dekle ali fanta. V tem primeru, pa gre za mačko, ki je  že sama po sebi  prijetna in prisrčna žival.
Morda se je treba osredotočiti še na zadnji citat najmlajšega sina: »Začel sem s kozami, prislužil pa sem si najlepšo ženo in graščino.« Res  je, da moraš biti (v pravljicah!) za to, da postaneš bogat (in posledično srečen!) najprej reven in skromen. In res je tudi, da je bila v starih časih revščina resnično revščina, danes pa smo bogati, pa še vedno nesrečni, ker nismo še bogatejši. Otroci pa imajo široko odprte oči in te vrednote srkajo vase, odkar pokukajo v ta naš svet. Potem pa se čudimo, če kdo v čudnem svetu postane čuden. V resnici se samo - dobro prilagodi. Znani razvojni psiholog Jean Piaget je prav v tem videl cilj razvoja inteligentnosti .  

## Motivno - tematske povezave
- Motiv očeta

- O treh sinovih, Babica pirpoveduje ,Ljubljana 1999

- Motiv najmlajšega sina

- O treh sinovih, Babica pripoveduje, Ljubljana: Mladinska knjiga 1999
- Deseti brat, Josip Jurčič, Ljubljana: Mladinska knjiga 1966
- Desetnica,  Slovenske ljudske pesmi, Ljubljana: Mladinska knjiga 1994
- Pepelka,  J.Grimm, Ljubljana: Mladinska knjiga 1969

- Motiv poosebljene mačke

- Maček Muri, K. Kovič, Ljubljana: Mladinska knjiga 1975
- Obuti maček, J.Grimm, Pravljice, Ljubljana: Jugoreklam 1983
- Mačja preja, S. Makarovič, Ljubljana: Mladika 1992

- Motiv preobrazbe

- žabji kralj,  J.Grimm, Pravljice, Ljubljana: Jugoreklam 1983

## Izdaje
- K. Brenkova, Babica pripoveduje, slovenske ljudske pripovedi, Ljubljana 1980

(omenjena zbirka pripovedi je izšla v več ponatisih in sicer leta 1982
, 1984
, 1992
, 1996
, 1999
, 2001
, 2005
, 2006)